# Tsugaru-Halbinsel
Die Tsugaru-Halbinsel (japanisch 津軽半島, Tsugaru-hantō) ist eine Halbinsel in der Präfektur Aomori am Nordende der Insel Honshū in Japan.
Die Halbinsel ragt nordwärts in die Tsugaru-Straße, die Honshū von Hokkaidō trennt. Die Westküste liegt am Japanischen Meer, an der Ostküste befinden sich die Aomori-Bucht und die Mutsu-Bucht. Auf der anderen Seite der Tsugaru-Straße befindet sich nordwärts die Matsumae-Halbinsel, zu der sie an der engsten Stelle der Straße mit dem Seikan-Tunnel verbunden ist. Nördlichster Teil der Halbinsel ist das Kap Tappi.